# Seznam bivših moštev lige NHL
Seznam moštev, ki so nekoč igrala v ligi NHL, a ne obstajajo več. Seznam vključuje tudi moštva, ki so bila preseljena v drugo mesto. Navedena leta delovanja označujejo obdobje, v katerem je moštvo delovalo v ligi NHL, in ne v katerih drugih ligah. 

## Ukinjena moštva pred obdobjem Original Six
| Moštvo               | Sezone    | Preseljeno in postalo: |
| Montreal Wanderers   | 1917–1918 |                        |
| Ottawa Hockey Club   | 1917–1934 | St. Louis Eagles       |
| Quebec Bulldogs      | 1919–1920 | Hamilton Tigers        |
| Hamilton Tigers      | 1920–1925 |                        |
| Montreal Maroons     | 1924–1938 |                        |
| New York Americans   | 1925–1942 |                        |
| Pittsburgh Pirates   | 1925–1930 | Philadelphia Quakers   |
| Philadelphia Quakers | 1930–1931 |                        |
| St. Louis Eagles     | 1934–1935 |                        |

## Preseljena moštva po širitvi lige 1967
| Moštvo                  | Sezone    | Preseljeno in postalo:           |
| California Golden Seals | 1967–1976 | Cleveland Barons                 |
| Kansas City Scouts      | 1974–1976 | Colorado Rockies                 |
| Cleveland Barons        | 1976–1978 | združeno z Minnesota North Stars |
| Atlanta Flames          | 1972–1980 | Calgary Flames                   |
| Colorado Rockies        | 1976–1982 | New Jersey Devils                |
| Minnesota North Stars   | 1967–1993 | Dallas Stars                     |
| Quebec Nordiques        | 1979–1995 | Colorado Avalanche               |
| Winnipeg Jets           | 1979–1996 | Phoenix Coyotes                  |
| Hartford Whalers        | 1979–1997 | Carolina Hurricanes              |